# فرودگاه داوی
فرودگاه داوی (به انگلیسی: Dawei Airport) یک فرودگاه همگانی با کد یاتا TVY است که یک باند فرود بتن دارد و طول باند آن ۲۱۳۵ متر است. این فرودگاه در کشور میانمار قرار دارد و در ارتفاع ۲۶ متری از سطح دریا واقع شده‌است.

## شرکت‌های هواپیمایی و مقصدهای پروازی
| شرکت‌های هواپیمایی         | مقصدهای پروازی  | Route    |
| ------------------------- | --------------- | -------- |
| APEX Airlines             | یانگون          | Domestic |
| Myanmar National Airlines | یانگون          | Domestic |
| KBZ                       | یانگون، کاوتونگ | Domestic |